# Campeonato Mundial de Baloncesto Femenino de 1964
El IV Campeonato Mundial de Baloncesto Femenino se celebró en Perú entre el 18 de abril y el 4 de mayo de 1964 bajo la organización de la Federación Internacional de Baloncesto y la Federación Peruana de Baloncesto. Las sedes de los encuentros se localizaron en las ciudades de Lima, Arequipa, Chiclayo, Tacna, e Iquitos.
Las trece mejores selecciones nacionales femeninas de baloncesto compitieron por el título de campeón mundial, cuyo portador anterior era la selección de la Unión Soviética, que en esta versión se alzó nuevamente con el título venciendo en la final a la selección de Checoslovaquia. Por otro lado, selección de Bulgaria alcanzó la medalla de bronce.

## Sede
| Ciudad   |
| -------- |
| Arequipa |
| Chiclayo |
| Iquitos  |
| Lima     |
| Tacna    |

## Equipos participantes
| América        | Europa          | Asia          |
| -------------- | --------------- | ------------- |
| Argentina      | Bulgaria        | Corea del Sur |
| Brasil         | Checoslovaquia  | Japón         |
| Chile          | Francia         |               |
| Estados Unidos | Unión Soviética |               |
| Paraguay       | Yugoslavia      |               |
| Perú           |                 |               |

## Formato de competencia
El torneo estuvo dividido en dos etapas. En primera ronda doce de los trece equipos (salvo el local, Perú) se agruparon en tres grupos de cuatro equipos cada uno. Se enfrentaron todos contra todos una vez y los dos mejores de cada grupo avanzaron a la ronda campeonato, los restantes equipos pasaron a un grupo de reordenamiento para definir la posición final.
En segunda ronda, los seis clasificados más el local, Perú, se enfrentaron en una ronda todos contra todos una vez. El ganador de dicha ronda es proclamado campeón.

## Primera ronda, ronda preliminar

### Grupo A
|     | Equipo         | Pts | PG | PP | PF  | PC  | Dif |
| --- | -------------- | --- | -- | -- | --- | --- | --- |
| 1.° | Checoslovaquia | 6   | 3  | 0  | 223 | 171 | 52  |
| 2.° | Yugoslavia     | 5   | 2  | 1  | 186 | 178 | 8   |
| 3.° | Corea del Sur  | 4   | 1  | 2  | 216 | 195 | 21  |
| 4.° | Argentina      | 3   | 0  | 3  | 156 | 237 | −81 |

|  |                                            |
|  | Clasificados a la ronda por el título.     |
|  | Clasificados a la ronda de reordenamiento. |

| 18 de abril, 21:30 | Argentina                               | 58–87       | Corea del Sur               | Arequipa |  |
|                    | Marcador por tiempos: 26-37, 32-50      |             |                             |          |  |
|                    | Estadísticas Nilda Rosa Sklerevicius 14 | Reporte Pts | Estadísticas 29 Ja Park Sin |          |  |

| 19 de abril | Argentina                          | 47–78       | Yugoslavia                        | Lima |  |
|             | Marcador por tiempos: 17-40, 30-38 |             |                                   |      |  |
|             | Estadísticas Susana Abad 22        | Reporte Pts | Estadísticas 22 Cmiljka Kalusevic |      |  |

| 19 de abril, 20:00 | Corea del Sur                                   | 72–77       | Checoslovaquia                   | Lima |  |
|                    | Marcador por tiempos: 33-35, 30-28 (T.E.: 9-14) |             |                                  |      |  |
|                    | Estadísticas Ja Park Sin 24                     | Reporte Pts | Estadísticas 22 Dagmar Hubalkova |      |  |

| 20 de abril, 20:00 | Checoslovaquia                     | 72–51       | Argentina                              | Lima |  |
|                    | Marcador por tiempos: 30-29, 42-22 |             |                                        |      |  |
|                    | Estadísticas Vera Horakova 20      | Reporte Pts | Estadísticas 19 Gillder Nolys Maggiolo |      |  |

| 20 de abril, 21:30 | Yugoslavia                         | 60–57       | Corea del Sur               | Lima |  |
|                    | Marcador por tiempos: 34-35, 26-22 |             |                             |      |  |
|                    | Estadísticas Cmiljka Kalusevic 16  | Reporte Pts | Estadísticas 17 Ja Lee Moon |      |  |

| 21 de abril, 20:00 | Yugoslavia                         | 48–74       | Checoslovaquia                  | Lima |  |
|                    | Marcador por tiempos: 21-44, 27-30 |             |                                 |      |  |
|                    | Estadísticas Spomenka Milojevic 14 | Reporte Pts | Estadísticas 17 Milena Jindrová |      |  |

### Grupo B
|     | Equipo         | Pts | PG | PP | PF  | PC  | Dif |
| --- | -------------- | --- | -- | -- | --- | --- | --- |
| 1.° | Bulgaria       | 6   | 3  | 0  | 175 | 111 | 64  |
| 2.° | Estados Unidos | 5   | 2  | 1  | 141 | 128 | 13  |
| 3.° | Francia        | 4   | 1  | 2  | 119 | 154 | −35 |
| 4.° | Paraguay       | 3   | 0  | 3  | 99  | 141 | −42 |

|  |                                            |
|  | Clasificados a la ronda por el título.     |
|  | Clasificados a la ronda de reordenamiento. |

| 18 de abril, 21:00 | Francia                           | 38–32       | Paraguay                        | Chiclayo |  |
|                    | Marcador por tiempos: 11-7, 27-25 |             |                                 |          |  |
|                    | Estadísticas Genevieve Mazel 11   | Reporte Pts | Estadísticas 9 Dionisia Echagüe |          |  |

| 19 de abril, 10:00 | Francia                            | 37–48       | Estados Unidos                | Lima |  |
|                    | Marcador por tiempos: 18-18, 19-30 |             |                               |      |  |
|                    | Estadísticas Nicole Pierre 14      | Reporte Pts | Estadísticas 13 Cindy Wigiton |      |  |

| 19 de abril, 20:00 | Paraguay                           | 28–49       | Bulgaria                      | Lima |  |
|                    | Marcador por tiempos: 12-22, 16-27 |             |                               |      |  |
|                    | Estadísticas Estela López 8        | Reporte Pts | Estadísticas 12 Vanja Vojnova |      |  |

| 20 de abril, 18:10 | Paraguay                           | 39–54       | Estados Unidos               | Lima |  |
|                    | Marcador por tiempos: 17-28, 22-26 |             |                              |      |  |
|                    | Estadísticas Estela López 10       | Reporte Pts | Estadísticas 20 Doris Rogers |      |  |

| 20 de abril, 21:50 | Francia                            | 44–74       | Bulgaria                      | Lima |  |
|                    | Marcador por tiempos: 22-40, 22-34 |             |                               |      |  |
|                    | Estadísticas Jacqueline Verots 11  | Reporte Pts | Estadísticas 20 Niza Borisova |      |  |

| 21 de abril, 20:05 | Estados Unidos                     | 39–52       | Bulgaria                      | Lima |  |
|                    | Marcador por tiempos: 15-28, 24-24 |             |                               |      |  |
|                    | Estadísticas Rita Horky 11         | Reporte Pts | Estadísticas 14 Vanja Vojnova |      |  |

### Grupo C
|     | Equipo          | Pts | PG | PP | PF  | PC  | Dif  |
| --- | --------------- | --- | -- | -- | --- | --- | ---- |
| 1.° | Unión Soviética | 6   | 3  | 0  | 245 | 117 | 128  |
| 2.° | Brasil          | 5   | 2  | 1  | 208 | 165 | 43   |
| 3.° | Chile           | 4   | 1  | 2  | 159 | 224 | −65  |
| 4.° | Japón           | 3   | 0  | 3  | 144 | 250 | −106 |

|  |                                            |
|  | Clasificados a la ronda por el título.     |
|  | Clasificados a la ronda de reordenamiento. |

| 18 de abril, 21:20 | Chile                                  | 84–55       | Japón                        | Tacna |  |
|                    | Marcador por tiempos: 35-32, 49-23     |             |                              |       |  |
|                    | Estadísticas Maria Ismenia Pauchard 33 | Reporte Pts | Estadísticas 15 Sakai Koyoko |       |  |

| 19 de abril, 20:00 | Japón                              | 39–86       | Unión Soviética                               | Lima |  |
|                    | Marcador por tiempos: 23-40, 16-46 |             |                                               |      |  |
|                    | Estadísticas Sakai Koyoko 12       | Reporte Pts | Estadísticas 17 Skaidrite Smildzinia-Budovska |      |  |

| 19 de abril, 21:30 | Chile                                  | 47–78       | Brasil                           | Lima |  |
|                    | Marcador por tiempos: 20-34, 27-44     |             |                                  |      |  |
|                    | Estadísticas Maria Ismenia Pauchard 12 | Reporte Pts | Estadísticas 19 Maria H. Cardoso |      |  |

| 20 de abril, 20:00 | Unión Soviética                    | 91–28       | Chile                                 | Lima |  |
|                    | Marcador por tiempos: 42-12, 49-16 |             |                                       |      |  |
|                    | Estadísticas Ravila Salimova 20    | Reporte Pts | Estadísticas 12 Maria Irene Velasquez |      |  |

| 20 de abril, 21:30 | Brasil                             | 80–50       | Japón                         | Lima |  |
|                    | Marcador por tiempos: 45-14, 35-36 |             |                               |      |  |
|                    | Estadísticas Nilza Garcia 18       | Reporte Pts | Estadísticas 19 Kojima Etsuko |      |  |

| 21 de abril, 20:00 | Brasil                             | 50–68       | Unión Soviética                               | Lima |  |
|                    | Marcador por tiempos: 24-32, 26-36 |             |                                               |      |  |
|                    | Estadísticas Maria H. Cardoso 11   | Reporte Pts | Estadísticas 15 Skaidrite Smildzinia-Budovska |      |  |

## Segunda ronda

### Grupo de reclasificación
|      | Equipo        | Pts | PG | PP | PF  | PC  | Dif |
| ---- | ------------- | --- | -- | -- | --- | --- | --- |
| 8.°  | Corea del Sur | 10  | 5  | 0  | 358 | 267 | 91  |
| 9.°  | Japón         | 8   | 3  | 2  | 300 | 280 | 20  |
| 10.° | Francia       | 7   | 2  | 3  | 294 | 297 | −3  |
| 11.° | Chile         | 7   | 2  | 3  | 245 | 290 | −45 |
| 12.° | Paraguay      | 7   | 2  | 3  | 273 | 293 | −20 |
| 13.° | Argentina     | 6   | 1  | 4  | 286 | 329 | −43 |

| 25 de abril, 21:45 | Chile                                  | 52–48       | Japón                      | Iquitos |  |
|                    | Marcador por tiempos: 22-21, 30-27     |             |                            |         |  |
|                    | Estadísticas Maria Ismenia Pauchard 20 | Reporte Pts | Estadísticas 9 Ohta Yosiko |         |  |

| 26 de abril, 19:00 | Chile                                  | 37–59       | Argentina                   | Lima |  |
|                    | Marcador por tiempos: 23-26, 14-33     |             |                             |      |  |
|                    | Estadísticas Maria Ismenia Pauchard 12 | Reporte Pts | Estadísticas 24 Susana Abad |      |  |

| 26 de abril, 19:00 | Francia                            | 71–63       | Argentina                               | Lima |  |
|                    | Marcador por tiempos: 33-32, 38-31 |             |                                         |      |  |
|                    | Estadísticas Stephan Yannick 26    | Reporte Pts | Estadísticas 15 Nilda Rosa Sklerevicius |      |  |

| 26 de abril, 20:40 | Francia                            | 57–65       | Japón                        | Lima |  |
|                    | Marcador por tiempos: 27-29, 30-36 |             |                              |      |  |
|                    | Estadísticas Genevieve Mazel 20    | Reporte Pts | Estadísticas 22 Sakai Koyoko |      |  |

| 26 de abril, 22:10 | Corea del Sur                      | 73–49       | Paraguay                         | Lima |  |
|                    | Marcador por tiempos: 30-19, 43-30 |             |                                  |      |  |
|                    | Estadísticas Ja Kim Myung 18       | Reporte Pts | Estadísticas 19 Dionisia Echagüe |      |  |

| 27 de abril, 19:00 | Corea del Sur                      | 70–61       | Japón                        | Lima |  |
|                    | Marcador por tiempos: 26-24, 44-37 |             |                              |      |  |
|                    | Estadísticas Ja Park Sin 28        | Reporte Pts | Estadísticas 17 Sakai Koyoko |      |  |

| 27 de abril, 21:30 | Chile                                  | 50–56       | Paraguay                         | Lima |  |
|                    | Marcador por tiempos: 28-34, 22-22     |             |                                  |      |  |
|                    | Estadísticas Maria Ismenia Pauchard 18 | Reporte Pts | Estadísticas 18 Dionisia Echagüe |      |  |

| 28 de abril, 19:10 | Argentina                              | 49–66       | Japón                       | Lima |  |
|                    | Marcador por tiempos: 24-34, 25-32     |             |                             |      |  |
|                    | Estadísticas Gillder Norys Maggiolo 16 | Reporte Pts | Estadísticas 28 Ohta Yosiko |      |  |

| 28 de abril, 20:40 | Paraguay                           | 43–54       | Francia                         | Lima |  |
|                    | Marcador por tiempos: 21-23, 22-31 |             |                                 |      |  |
|                    | Estadísticas Colomba Marquez 16    | Reporte Pts | Estadísticas 17 Stephan Yannick |      |  |

| 28 de abril, 22:10 | Corea del Sur                      | 68–45       | Chile                             | Lima |  |
|                    | Marcador por tiempos: 40-17, 28-28 |             |                                   |      |  |
|                    | Estadísticas Ja Lee Moon 18        | Reporte Pts | Estadísticas 11 Eugenia Lupayante |      |  |

| 29 de abril, 19:00 | Japón                              | 60–52       | Paraguay                         | Lima |  |
|                    | Marcador por tiempos: 25-28, 35-24 |             |                                  |      |  |
|                    | Estadísticas Kojima Etsuko 17      | Reporte Pts | Estadísticas 20 Dionisia Echagüe |      |  |

| 29 de abril, 20:20 | Chile                                  | 61–59       | Francia                         | Lima |  |
|                    | Marcador por tiempos: 30-22, 31-37     |             |                                 |      |  |
|                    | Estadísticas Maria Ismenia Pauchard 23 | Reporte Pts | Estadísticas 18 Stephan Yannick |      |  |

| 29 de abril, 20:35 | Corea del Sur                      | 82–59       | Argentina                              | Lima |  |
|                    | Marcador por tiempos: 34-23, 48-36 |             |                                        |      |  |
|                    | Estadísticas Ja Park Sin 26        | Reporte Pts | Estadísticas 21 Gillder Norys Maggiolo |      |  |

| 30 de abril, 19:45 | Argentina                          | 56–73       | Paraguay                         | Lima |  |
|                    | Marcador por tiempos: 24-38, 32-35 |             |                                  |      |  |
|                    | Estadísticas Susana Abad 20        | Reporte Pts | Estadísticas 18 Dionisia Echagüe |      |  |

| 30 de abril, 21:45 | Francia                            | 53–65       | Corea del Sur               | Lima |  |
|                    | Marcador por tiempos: 26-31, 27-34 |             |                             |      |  |
|                    | Estadísticas Nicole Robert 16      | Reporte Pts | Estadísticas 24 Ja Park Sin |      |  |

### Grupo por el campeonato
|                   | Equipo          | Pts | PG | PP | PF  | PC  | Dif  |
| ----------------- | --------------- | --- | -- | -- | --- | --- | ---- |
| Medalla de oro    | Unión Soviética | 12  | 6  | 0  | 436 | 260 | 176  |
| Medalla de plata  | Checoslovaquia  | 11  | 5  | 1  | 378 | 287 | 91   |
| Medalla de bronce | Bulgaria        | 10  | 4  | 2  | 363 | 321 | 42   |
| 4.°               | Estados Unidos  | 9   | 3  | 3  | 270 | 294 | −24  |
| 5.°               | Brasil          | 8   | 2  | 4  | 341 | 338 | 3    |
| 6.°               | Yugoslavia      | 7   | 1  | 5  | 304 | 354 | −50  |
| 7.°               | Perú            | 6   | 0  | 6  | 234 | 472 | −238 |

| 23 de abril, 21:30 | Unión Soviética                    | 73–45       | Yugoslavia                         | Lima |  |
|                    | Marcador por tiempos: 35-18, 38-27 |             |                                    |      |  |
|                    | Estadísticas Ravila Salimova 17    | Reporte Pts | Estadísticas 16 Milica Radovanovic |      |  |

| 24 de abril | Estados Unidos                     | 31–50       | Checoslovaquia                | Lima |  |
|             | Marcador por tiempos: 13-20, 18-30 |             |                               |      |  |
|             | Estadísticas Cindy Wiginton 9      | Reporte Pts | Estadísticas 18 Vera Horakova |      |  |

| 24 de abril, 21:30 | Yugoslavia                         | 71–45       | Perú                           | Lima |  |
|                    | Marcador por tiempos: 33-18, 38-27 |             |                                |      |  |
|                    | Estadísticas Milica Radovanovic 22 | Reporte Pts | Estadísticas 16 Martha Mendoza |      |  |

| 25 de abril, 20:00 | Unión Soviética                    | 70–47       | Brasil                       | Lima |  |
|                    | Marcador por tiempos: 22-21, 48-26 |             |                              |      |  |
|                    | Estadísticas Ljuda Kukanova 16     | Reporte Pts | Estadísticas 14 Nilza Garcia |      |  |

| 25 de abril, 20:00 | Checoslovaquia                          | 76–63       | Bulgaria                      | Lima |  |
|                    | Marcador por tiempos: 32-33, 44-30      |             |                               |      |  |
|                    | Estadísticas Helena Joskova-Malotova 21 | Reporte Pts | Estadísticas 21 Dora Vasileva |      |  |

| 26 de abril, 20:00 | Estados Unidos                     | 59–38       | Perú                           | Lima |  |
|                    | Marcador por tiempos: 23-20, 36-18 |             |                                |      |  |
|                    | Estadísticas Betty Ramsom 19       | Reporte Pts | Estadísticas 11 Martha Mendoza |      |  |

| 26 de abril, 21:30 | Yugoslavia                         | 52–66       | Brasil                       | Lima |  |
|                    | Marcador por tiempos: 29-33, 23-33 |             |                              |      |  |
|                    | Estadísticas Milica Radovanovic 13 | Reporte Pts | Estadísticas 24 Nilza Garcia |      |  |

| 27 de abril, 20:00 | Bulgaria                           | 60–38       | Yugoslavia                        | Lima |  |
|                    | Marcador por tiempos: 35-11, 25-27 |             |                                   |      |  |
|                    | Estadísticas Niza Borisova 18      | Reporte Pts | Estadísticas 14 Cmiljka Kalusevic |      |  |

| 27 de abril, 21:30 | Checoslovaquia                          | 35–70       | Unión Soviética                | Lima |  |
|                    | Marcador por tiempos: 14-34, 21-36      |             |                                |      |  |
|                    | Estadísticas Helena Joskova-Malotova 11 | Reporte Pts | Estadísticas 18 Ljuda Kukanova |      |  |

| 28 de abril, 20:00 | Bulgaria                           | 79–44       | Perú                           | Lima |  |
|                    | Marcador por tiempos: 40-13, 39-31 |             |                                |      |  |
|                    | Estadísticas Dora Kusova 22        | Reporte Pts | Estadísticas 14 Martha Mendoza |      |  |

| 28 de abril, 21:30 | Estados Unidos                     | 51–43       | Brasil                           | Lima |  |
|                    | Marcador por tiempos: 23-24, 28-19 |             |                                  |      |  |
|                    | Estadísticas Rita Horky 15         | Reporte Pts | Estadísticas 12 Maria H. Cardoso |      |  |

| 29 de abril, 21:00 | Unión Soviética                   | 80–41       | Perú                         | Lima |  |
|                    | Marcador por tiempos: 35-9, 45-32 |             |                              |      |  |
|                    | Estadísticas Valve Ljutsep 25     | Reporte Pts | Estadísticas 11 Irene Azalde |      |  |

| 29 de abril, 21:30 | Checoslovaquia                      | 60–52       | Yugoslavia                        | Lima |  |
|                    | Marcador por tiempos: 36-31, 24-21  |             |                                   |      |  |
|                    | Estadísticas Vlaslimila Soupkova 12 | Reporte Pts | Estadísticas 18 Cmiljka Kalusevic |      |  |

| 30 de abril, 20:00 | Bulgaria                           | 60–49       | Brasil                           | Lima |  |
|                    | Marcador por tiempos: 19-24, 41-25 |             |                                  |      |  |
|                    | Estadísticas Niza Borisova 22      | Reporte Pts | Estadísticas 18 Maria H. Cardoso |      |  |

| 30 de abril, 21:35 | Estados Unidos                     | 37–71       | Unión Soviética                 | Lima |  |
|                    | Marcador por tiempos: 17-20, 20-51 |             |                                 |      |  |
|                    | Estadísticas Betty Searles 10      | Reporte Pts | Estadísticas 20 Ravila Salimova |      |  |

| 2 de mayo, 20:00 | Brasil                             | 95–36       | Perú                                               | Lima |  |
|                  | Marcador por tiempos: 43-22, 52-14 |             |                                                    |      |  |
|                  | Estadísticas Marlene Jose Bento 20 | Reporte Pts | Estadísticas 8 Guadalupe Gallardo 8 Martha Mendoza |      |  |

| 2 de mayo, 21:40 | Estados Unidos                     | 42–46       | Bulgaria                      | Lima |  |
|                  | Marcador por tiempos: 21-24, 21-22 |             |                               |      |  |
|                  | Estadísticas Doris Rogers 12       | Reporte Pts | Estadísticas 17 Niza Borisova |      |  |

| 3 de mayo, 20:12 | Checoslovaquia                      | 88–30       | Perú                                         | Lima |  |
|                  | Marcador por tiempos: 40-17, 48-13  |             |                                              |      |  |
|                  | Estadísticas Vlaslimila Soupkova 18 | Reporte Pts | Estadísticas 8 Nelly Vargas 8 Martha Mendoza |      |  |

| 3 de mayo, 21:30 | Estados Unidos                     | 50–46       | Yugoslavia                        | Lima |  |
|                  | Marcador por tiempos: 16-22, 34-24 |             |                                   |      |  |
|                  | Estadísticas Cindy Wiginton 18     | Reporte Pts | Estadísticas 16 Cmiljka Kalusevic |      |  |

| 4 de mayo, 19:20 | Checoslovaquia                     | 69–41       | Brasil                       | Lima |  |
|                  | Marcador por tiempos: 38-14, 31-27 |             |                              |      |  |
|                  | Estadísticas Marie Soukupova 18    | Reporte Pts | Estadísticas 11 Nilza Garcia |      |  |

| 4 de mayo, 21:10 | Bulgaria                           | 55–72       | Unión Soviética                 | Lima |  |
|                  | Marcador por tiempos: 25-35, 30-37 |             |                                 |      |  |
|                  | Estadísticas Niza Borisova 27      | Reporte Pts | Estadísticas 16 Raisa Mihailova |      |  |

## Clasificación final
| Pos. | Equipo          |
| ---- | --------------- |
| 1.°  | Unión Soviética |
| 2.°  | Checoslovaquia  |
| 3.°  | Bulgaria        |
| 4.°  | Estados Unidos  |
| 5.°  | Brasil          |
| 6.°  | Yugoslavia      |
| 7.°  | Perú            |
| 8.°  | Corea del Sur   |
| 9.°  | Japón           |
| 10.° | Francia         |
| 11.° | Chile           |
| 12.° | Paraguay        |
| 13.° | Argentina       |

## Plantillas de los equipos finalistas
- Unión Soviética:

Nina Poznanskaja, Tamara Pyrkova, Alisa Antipina, Ravilja Salimova, Raisa Michajlova, 
Ljudmila Kukanova, Feodora Orel, Skaidrīte Smildziņa, Valve Lüütsepp, Tat'jana Sorokina, Lidija Leont'eva, Nelli Čijanova. Seleccionador: Lidija Alekseeva
- Checoslovaquia:

Alena Spejchalová, Sylva Richterová, Marie Soukupová, Vlasta Šourková, Marta Melicharová, Eva Krahulcová, Milena Blahoutová, Helena Jošková, Olga Mikulášková, Pavla Holková, Věra Koťátková, Milena Jindrová. Seleccionador: Svatopluk Mrázek